# Pedro Horrillo
Pedro Horrillo Muñoz (Eibar, 27 settembre 1974) è un ex ciclista su strada spagnolo di origine basca, professionista dal 1998 al 2009. È stato uno dei più importanti e fidati gregari di Óscar Freire, tanto da seguirlo nei suoi passaggi di squadra in squadra.
Prima di passare professionista studiava filosofia all'università. Tutt'oggi collabora attivamente con il noto quotidiano spagnolo El País.

## Carriera
Passò professionista nel 1998 con la Vitalicio Seguros, nella quale correvano tra gli altri Óscar Freire e Juan Miguel Mercado. Nel 2001 seguì Freire alla Mapei-Quick Step, diventata in seguito Quick Step-Davitamon quando l'azienda italiana decise di non rinnovare la sponsorizzazione. Con la nuova squadra vinse una tappa alla Parigi-Nizza. Nel 2005 si trasferì alla Rabobank, dove ritrovò Freire.
In quella stagione una tappa della Volta Ciclista a Catalunya e sfiorò un successo di tappa alla Vuelta a España, venendo raggiunto a 200 metri dal traguardo dopo una lunga fuga.
Horrillo rischiò di morire durante l'ottava tappa del Giro d'Italia 2009, quando cadde in un burrone. I soccorritori lo ritrovarono 60 metri più in basso rispetto alla sua bici, privo di sensi, con fratture alla coscia, al ginocchio, al collo e con un polmone perforato. Riprese conoscenza sull'ambulanza che lo portava all'ospedale, ma i medici decisero di mandarlo in coma farmacologico. Il giorno successivo il gruppo, in reazione all'incidente di Horrillo, protestò per la scarsa sicurezza dei tracciati delle tappe, ottenendo la neutralizzazione della nona tappa. Dopo qualche giorno Horrillo fu risvegliato dal coma e sottoposto ad alcuni controlli, che non rivelarono alcun danno cerebrale. Venne poi trasferito in un ospedale spagnolo, dal quale venne dimesso il 22 giugno, cinque settimane dopo l'incidente.
Pur essendosi ripreso perfettamente, decise di ritirarsi dall'attività senza partecipare a nessun'altra corsa.

## Palmarès
- 2002

1ª tappa Euskal Bizikleta
- 2003

1ª tappa Uniqa Classic
- 2004

2ª tappa Parigi-Nizza
4ª tappa Uniqa Classic
- 2005

3ª tappa Volta Ciclista a Catalunya (Salou > La Granada)
- 2006

1ª tappa Sachsen-Tour International

## Piazzamenti

### Grandi Giri
- Giro d'Italia

1998: ritirato
2007: 121º
2009: ritirato
- Tour de France

1999: 135º
2002: 107º
- Vuelta a España

2001: 76º
2002: ritirato
2003: 124º
2004: 88º
2005: 105º
2006: 106º
2007: 140º
2008: 117º

### Competizioni mondiali
- Campionati del mondo

Zolder 2002 - In linea Elite: 61º
Verona 2004 - In linea Elite: ritirato